# 光学機器
光学機器（こうがくきき、英語: optical equipment、optical instrument）とは、狭義には複数の光学素子（光学的な装置に用いられる部品）を組み合わせて作った機器（光学器械）。広義には光学素子、光学器具、光学器械、オプト・メカニカル機器、オプト・エレクトロニック機器の総称である。

## 概要

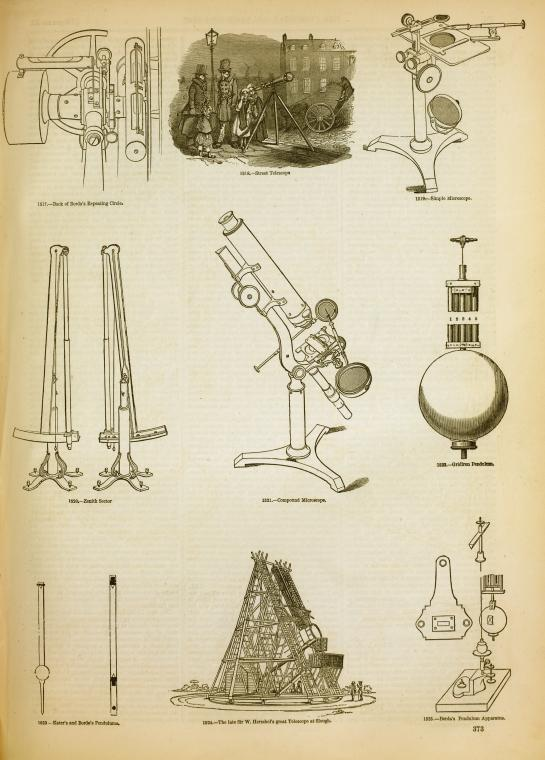
1858年のイギリスで実験室で使用していた光学装置の図。

単レンズ、プリズム、鏡、回折格子のように光学的な装置に使われる光学作用を持つ単体の部品を光学素子という。この光学素子を用いた簡単な構造の器具を光学器具という（レンズに簡単な支持具を取り付けた虫めがねなど）。
一方、カメラ、望遠鏡、顕微鏡など複数の光学素子を組みあせた器械を光学器械といい、これを光学機器ということがある。この光学器具や光学器械のシステム全体を光学系という。
さらに光学素子、光学器具、光学器械、オプト・メカニカル機器（測長機や超遠心分離機のように容積重量の大部分はメカニカルな構造部分であるが、レンズや鏡などの光学系の要素が必要不可欠な機器）、オプト・エレクトロニック機器（エレクトロニクス関連の構造物でありながら光学系の要素が性能の良否を左右する機器）を総称して光学機器ということもある。
光学機器には民生品に属するものと業務用機器に属するものがある。

## 主な光学機器
望遠鏡（双眼鏡）、顕微鏡、カメラ、距離計、プロジェクタ、干渉計、拡大鏡、六分儀、屈折計、内視鏡（ファイバースコープ）、オートコリメータ、プラネタリウムなどがあげられる。